# Barrio Tropezón
El barrio Tropezón es el centro económico de la comuna de Quinta Normal, en la ciudad de Santiago, Chile. Está ubicado en su sector oriente y sus límites son la Avenida Carrascal al norte —con el barrio Lo Franco—, la calle Villasana al este —con el barrio Estación Yungay—, la Avenida Mapocho al sur —con el barrio Lourdes— y la Avenida Joaquín Walker Martínez al oeste —con el barrio Argentina—.
Cuenta con gran variedad de comercio, como dos ferias libres y distintos tipos de servicios, como el Registro Civil de Quinta Normal, la Segunda Compañía «Bomba Luis Dittmann» del Cuerpo de Bomberos de Quinta Normal, el Gimnasio Municipal «Antonio Hernán Abarzúa Arriagada» y sucursales de bancos. Tiene casas con terrenos amplios y calles anchas por su diseño con plan hipodámico.
Entre 1903 y 1939 estuvo la estación Tropezón del Ferrocarril de Yungay a Barrancas y Pudahuel, la terminal de la línea Tropezón de autobuses y la fábrica de sombreros Cintolesi. En 2028 está estimada la inauguración de una estación de la Línea 7 del Metro de Santiago.